# Rerum novarum
Rerum novarum (łac. Rzeczy nowych) – encyklika papieża Leona XIII ogłoszona 15 maja 1891.

## Charakterystyka
Encyklika uważana jest za przełom w rzymskokatolickiej nauce społecznej. Powyższe stwierdzenie odnosi się przede wszystkim do novum encykliki w jej historycznym uwarunkowaniu. Encyklika była reakcją Kościoła Rzymskiego na rosnące wpływy ruchów socjalistycznych i komunistycznych wśród katolickich robotników. Ogłaszając 15 maja 1891 roku encyklikę Rerum novarum, papież Leon XIII zyskał sobie przydomek „papieża robotników”. Encyklika opowiedziała się za chrześcijańską polityką społeczną, przy jednoczesnym odrzuceniu socjalizmu w wydaniu marksistowskim i ślepego kapitalizmu.
Główną tezą encykliki jest przekonanie, że ani Kościół, ani państwo nie są w stanie samodzielnie rozwiązać problemów społecznych. Obydwa organizmy muszą ze sobą współpracować dla wspólnego dobra. Według Leona XIII zadaniem Kościoła jest wspieranie dzieła pojednania między pracodawcami i pracownikami poprzez nieustanne przypominanie praw i obowiązków wszystkich zainteresowanych.
Według treści Rerum novarum obowiązkiem państwa jest ochrona pracownika poprzez zapewnienie m.in.: niedzielnego odpoczynku, minimalnej płacy czy trwałości zatrudnienia. Dokument papieski poruszył także kwestię katolickich związków pracowniczych, podkreślił znaczenie własności prywatnej i jako „magna carta” katolickiej etyki społecznej ukonstytuował się jako chrześcijańska alternatywa między „bezbożnym socjalizmem” a „krwiożerczym liberalizmem”. Rerum novarum piętnuje niepohamowany pęd za zyskiem kosztem innych, potępia przejawy gospodarczego imperializmu, ostrzega katolików przed pozornymi podobieństwami między chrześcijaństwem a socjalizmem.
Rerum novarum podkreśla, że socjalizm jako nauka i fenomen historycznych procesów nie jest zgodny z „prawdami wiary Kościoła katolickiego”. Wynika z tego reguła, że katolik nie może być jednocześnie prawdziwym socjalistą. Leon XIII zwraca się przeciwko socjalistycznemu formowaniu nowego człowieka; ostrzega, że ojcem socjalizmu kulturowego jest niepohamowany liberalizm, który prowadzi nieuchronnie do utraty wiary. Społeczna odnowa jest, w myśl Rerum novarum, możliwa jedynie poprzez moralną odnowę, a ta z kolei zakłada powrót do Ewangelii.
Współcześnie do wizji zawartej w treści Rerum novarum nawiązują programy polityczne, nie tylko partii chadeckich, lecz też socjaldemokratycznych i liberalnych.
Encyklika wskazuje konieczność wprowadzenia ulepszeń w kształceniu przyszłych duchownych, którzy powinni być zapoznawani z zagadnieniami problematyki społecznej.
Encyklika Rerum novarum została dobrze przyjęta w Kościele. Stopniowa afirmacja encykliki Rerum novarum wpłynęła na zmiany w myśli Kościoła o jednostce. O ponadczasowości dokumentu przekonywali kolejni papieże. Z okazji 40-lecia Rerum novarum papież Pius XI przypomniał w encyklice Quadragesimo anno z 15 maja 1931 roku o aktualności Rerum novarum, przestrzegając wiernych przed niebezpieczeństwem marksistowskiego socjalizmu. Z okazji 50-lecia Rerum novarum papież Pius XII powiedział w przemówieniu radiowym w święto Zesłania Ducha Świętego (1 maja 1941), że ludzka godność osobista musi być chroniona. W 1991 w setną rocznicę wydania Rerum novarum jej aktualność po raz kolejny potwierdził papież Jan Paweł II w encyklice Centesimus annus.

## Argumenty przeciw własności wspólnej

### Własność wspólna jest szkodliwa dla robotnika
Wewnętrzną pobudką pracy jest zysk, chęć posiadania na własność jakichś dóbr. Człowiek pracuje dla kogoś w celu uzyskania potrzebnych mu środków do życia oraz używania ich wedle uznania. Jeśli ktoś zatem zaoszczędził swoją pensję i kupił za nią ziemię, to jest ona niczym innym jak zapłatą za jego pracę.
Zatem zmiana posiadania z prywatnego na wspólne pogorszyłaby warunki życia wszystkich pracowników, ponieważ odebrałaby im swobodę używania płacy na cele dowolne, a tym samym także możliwość pomnożenia majątku rodzinnego i polepszenia swojego losu.

### Własność wspólna sprzeciwia się prawu natury
Leon XIII uważa, że własność prywatna jest naturalnym prawem człowieka. Tym co różni go od zwierzęcia jest rozum, nie powinien mieć więc tak jak zwierzę tylko dobra do bezpośredniego zużywania, ale do stałego i trwałego posiadania.
Ponadto człowiek troszczy się nie tylko o swoje dziś, ale i o jutro. Toteż powinien mieć władzę nie tylko nad owocami ziemi, ale i nad samą ziemią, ponieważ daje mu ona stałą możliwość zaspokajania potrzeb.
Następnie Papież stwierdza, że państwo ze swoją opatrznością nie jest wystarczającym usprawiedliwieniem własności wspólnej, ponieważ człowiek otrzymał prawo do życia i troski o ciało, zanim jeszcze powstało jakiekolwiek państwo.
Odpiera usprawiedliwienie własności wspólnej w postaci: „Bóg dał ziemię wszystkim ludziom”. Zgadza się z tym stwierdzeniem, jednak nie uważa, że oznacza ono, że Bóg chciał, aby wszyscy ludzie bez żadnej różnicy zarządzali całą ziemią. Każdy człowiek korzysta z owoców ziemi, co nie znaczy, że każdy na niej pracuje.
Ponadto uważa, że praca wyciskając piętno osobowości na rzeczy materialnej daje człowiekowi prawo do niej. „Jak skutek należy do przyczyny, tak owoc pracy do pracownika winien należeć.”
Zauważa, że instytucja własności prywatnej jest utwierdzona w wielowiekowej tradycji praw państwowych, jak i przez prawo Boskie: „Nie będziesz pożądał żony bliźniego twego, ani domu, ani roli, ani służebnicy, ani wołu, ani osła i wszystkich rzeczy, które jego są” (Pwt 5, 21).

### Własność wspólna zagraża rodzinie
Rodzina jest starsza od państwa, więc powinna mieć prawa i obowiązki niezależne od niego. Jest świętym prawem natury, żeby głowa rodziny troszczyła się o byt wszystkich jej członków i zaspokajanie ich potrzeb. W dzieciach jest bowiem część rodziców. Jednak niemożliwa jest troska o byt własnej rodziny, kiedy nie można posiadać trwałych dóbr, które można przekazać im w spadku.
Rodzina powinna być więc niezależna od państwa, które nie powinno wnikać do jej środka, jednak jest to dozwolone w wyjątkowych przypadkach. Państwo na przykład może udzielić pomocy, gdy rodzina znajdzie się w trudnej, ostatecznej sytuacji, z której nie może wyjść. Mimo to nie może własności rodzinnej zastąpić swoją opatrznością, z racji tego, że „dzieci są przez naturę cząstką ojca, pozostają pod władzą rodziców tak długo, jak długo nie potrafią używać osobistej wolności” (Św. Tomasz Summa theologiae. II-II Qu. X. art. XII).

### Wprowadzenie własności wspólnej grozi społecznym rozstrojem
Jednak prócz niesprawiedliwości, jaką niesie własność wspólna, system taki przyniósłby dodatkowo „zamieszanie i przewrót całego ustroju, za czym by przyszła twarda i okrutna niewola obywateli.” Papież uważa, że równość o jakiej marzą socjaliści, byłaby w rzeczywistości równością biedy. Po odjęciu bodźca pracy jednostkom, „wyschłyby źródła bogactw.”
Jako podsumowanie Leon XIII uznaje nietykalność własności prywatnej za fundament, na którym należy oprzeć dobrobyt ludu.